# Juan Manuel Cobo Gálvez
Juan Manuel Cobo Gálvez (Córdoba, Argentina; 26 de noviembre de 1984) es un exfutbolista argentino que se desempeñaba como mediocampista. Actualmente forma parte del cuerpo técnico de Omar Defelippe como ayudante de campo en el club Central Córdoba de Santiago del Estero.  
Su debut profesional se produjo el 24 de octubre de 2004, en el empate 1:1 entre su equipo, Instituto, y Olimpo.

## Clubes
| Club                    | País      | Año         | PJ  | Goles |
| ----------------------- | --------- | ----------- | --- | ----- |
| Instituto               | Argentina | 2003 - 2007 | 63  | 3     |
| Elche CF                | España    | 2007 - 2009 | 58  | 5     |
| Thrasyvoulos FC         | Grecia    | 2009 - 2010 | 35  | 4     |
| Olimpo                  | Argentina | 2010 - 2011 | 34  | 2     |
| Arsenal                 | Argentina | 2011 - 2012 | 15  | 0     |
| Quilmes                 | Argentina | 2012 - 2013 | 33  | 2     |
| Arsenal                 | Argentina | 2013        | 9   | 0     |
| O'Higgins               | Chile     | 2014        | 16  | 0     |
| Olimpo                  | Argentina | 2014 - 2015 | 45  | 2     |
| Argentinos Juniors      | Argentina | 2015 - 2016 | 11  | 1     |
| Banfield                | Argentina | 2016 - 2017 | 21  | 1     |
| Independiente Rivadavia | Argentina | 2017 - 2018 | 18  | 1     |
| A.S Fasano              | Italia    | 2018 - 2019 | 38  | 3     |
| Jesina                  | Italia    | 2019        | 8   | 1     |
| Total                   |           |             | 404 | 25    |

## Palmarés

### Campeonatos nacionales
| Título                           | Club      | Sede      | Año     |
| -------------------------------- | --------- | --------- | ------- |
| Campeonato de Primera B Nacional | Instituto | Córdoba   | 2003/04 |
| Campeonato de Primera División   | Arsenal   | Sarandí   | C-2012  |
| Copa Argentina                   | Arsenal   | Catamarca | 2012/13 |
| Supercopa de Chile               | O'Higgins | Santiago  | 2014    |

### Otros logros
| Torneo                              | Club      | Sede  | Año  |
| ----------------------------------- | --------- | ----- | ---- |
| Torneo Apertura de Segunda División | Instituto | Gerli | 2003 |

Instituto: su debut profesional se produjo el 5 de octubre de 2003, en la victoria 0-1 entre su equipo Instituto y San Martín de Mendoza.